# Isabelle de Funès
Isabelle de Funès, nome d'arte di Isabelle Christine Inès Léonore Girard (Parigi, 27 luglio 1944), è un'attrice, cantante, modella e fotografa francese, nipote di Louis de Funès.
È celebre per aver interpretato Valentina nel film Baba Yaga del 1973.

## Biografia
Modella per Vogue, adottato lo pseudonimo di Isabelle de Funès per sfruttare il successo del celebre zio, nel 1968 diviene cantante e pubblica alcuni singoli e un EP su musica e parole di Véronique Sanson e Michel Berger. Nel 1970 intraprende la carriera di attrice e gira alcuni film per il cinema e la televisione francesi. Tuttavia, a differenza dei figli di Louis de Funès, non girerà mai nessun film assieme a lui. Il suo ruolo più importante è quello nel film italiano Baba Yaga, in cui interpreta l'eroina dei fumetti di Guido Crepax, Valentina. Dopo aver girato il film per la televisione Le coup monté nel 1978, abbandona ogni sua attività per trasferirsi in Colombia e intraprendere l'attività di fotografa.

### Vita privata
Isabelle è figlia di Maria de Funès, sorella dell'attore Louis de Funès, di cui è perciò la nipote, e del regista cinematografico François Girard. Nel maggio del 1970 ha sposato l'attore Michel Duchaussoy, dal quale ha divorziato un anno dopo, nell'ottobre del 1971. In seguito ha sposato uno steward australiano. Ha una figlia, Lisa, nata il 13 dicembre 1972.

## Filmografia

### Cinema
- Ces messieurs de la gâchette, regia di Raoul André (1970)
- Le notti boccaccesche di un libertino e di una candida prostituta (Raphaël ou le débauché), regia di Michel Deville (1971)
- Baba Yaga, regia di Corrado Farina (1973)

### Televisione
- Tilt, serie televisiva (1966)
- Musique s'il vous plaît, serie televisiva (1970)
- Le dessous des cartes d'une partie de whist, film per la televisione (1971)
- Les dossiers de Me Robineau: Les disparus de Senlis, film per la televisione (1972)
- Pont dormant, serie televisiva (1972)
- Esprits de famille, film per la televisione (1975)
- Le coup monté, film per la televisione (1978)

## Discografia

### EP
- 1968 - La journée d'Isabelle

### Singoli
- 1969 - Quand Michel chante
- 1969 - Ne me parlez plus de l'amour
- 1970 - Le vieux Saule/Amour, amitié
- 1970 - Port Grimaud